# Club Alfa Romeo Svezia
Club Alfa Romeo Svezia (CAR) är en svensk bilmärkesklubb grundad 1956.  Klubben anordnar olika slags träffar, banmöten och har en egen tävlingsserie. Klubben ger även ut medlemstidningen Klöverbladet.
Club Alfa Romeo Svezia är medlem i Svenska Bilsportförbundet och i Motorhistoriska Riksförbundet (MHRF). Klubben har c:a 1100 medlemmar runt om i hela Sverige och är öppen för alla ”med hjärta för Alfa Romeo” 

## Verksamhet
Klubben ordnar träffar av olika slag. De flesta är mindre, lokala eller regionala pizza, glass- eller däcksparksträffar. Men klubben ordnar också utflykter, roadtrips eller giron på olika orter i landet. I samband med årsmötet och ibland i samband med banmöten ordnas större fester för medlemmarna.

### Italienska fordonsdagen
CAR ordnar sedan 1998 årligen den Italienska fordonsdagen 1 maj. Det är en träff på Skokloster (utom åren 2017 och 2018 då den ägde rum på Venngarns slott) som samlar upp till 100-talet italienska bilar och motorcyklar av olika märken. Även vid jubileer av olika slag, som klubbens 50- och 60-årsfiranden och Alfa Romeos 100-årsjubileum, har klubben ordnat stora träffar, då på Gärdet i Stockholm.

### Banmöten
Klubben anordnar varje år ett antal banmöten på landets tävlingsbanor. På banmötena kör medlemmarna i sina egna bilar. Banmötena följer Svenska Bilsportförbundets reglemente för ”prova på bilsport”.
Förarna på banmötena deltar i en av klasserna A, B eller C. C är en ren nybörjarklass där omkörning endast är tillåten på raksträckor. Klasserna A och B är för mer erfarna förare. Klass A är den snabbast klassen. Indelning i klasserna baseras på förarnas självskattning. Under ett banmöte kan förare gå från en klass till en annan om denne märker att de andra i klassen kör fortare eller långsammare.

### Tävlingsserie CAR Challenge
Klubben har en egen tävlingsserie. Serien har tio tävlingsheat fördelade över fem tävlingsdagar. Dryga 20-talet ekipage deltar vanligen i serien och tävlar i tre klasser.

### MHRF-försäkring
Genom medlemskapet i Motorhistoriska Riksförbundet erbjuds medlemmar med äldre fordon MHRF-försäkring.

## Klöverbladet
Klubben ger sedan 1976 ut medlemstidningen Klöverbladet. Tidningen var i början en enkel trycksak i A5 men har genom åren utvecklats till såväl innehåll som form. Tidningen ges ut med 5 – 6 nummer per år och speglar verksamheten i klubben, medlemmars bilrenoveringar, resor m m samt Alfa Romeos utveckling och historia.

## Historia
Club Alfa Romeo kom till 1956 genom ett initiativ av Arne Wennerbrandt, Sten Hjalmarsson och Fritiof Lundberg. Verksamheten bedrevs inledningsvis under namnet Alfa Romeo Gruppen men redan den 1 september 1957 konstituerade sig klubben formellt som Club Alfa Romeo.
Verksamheten var de första åren Stockholmscentrerad med månatliga möten på olika restauranger i Stockholm, men också utflykter till olika platser i Stockholmstrakten. Redan i oktober 1956 anordnade klubben sitt första banmöte, på Gelleråsbanan i Karlskoga. Banmötesverksamheten har sedan dess varit ett stående inslag i föreningens verksamhet.
Alfa Romeo var på 1950-talet ett mycket litet märke i Sverige. I takt med att försäljningen ökade på 1960- och 1970-talen fick klubben medlemmar över stora delar av landet. För att tillgodose intresset för aktiviteter utanför Stockholm skapades med tiden fyra geografiska sektioner med egna styrelser. Den första, sydsektionen, skapades på initiativ av medlemmar i Skåne på 1970-talet. Så småningom skapades även en västsektion och en nordsektion. Verksamheten i Stockholm med omnejd blev klubbens östsektion. Sektionerna slopades på 1990-talet och istället utsågs en klubbmästare i varje region med ansvar för mötesverksamheten.
Klubben ger sedan 1976 ut medlemstidningen Klöverbladet. Utgivningen var från början gles och ojämn men tidningen utkommer sedan många år regelbundet. Sedan 1991 ges tidningen ut med 5-6 nummer per år.
År 2002 organiserade klubben sin första egna tävlingsserie, efter att ha haft en provtävling året innan på Mantorp. Tävlingsserien kallades inledningsvis CAR Corsa men bytte senare namn till det nuvarande CAR Challenge.

### Tidigare ordföranden
1957 - 1975 Fritjof Lundberg
1975 - 1993 Lars Olof Englén
1993 - 1999 Hans Rösberg
1999 - 2003 Fredrik Sigbjörnsson
2003 - 2006 Henrik Selbo
2006 - 2011 Annica Nilsson
2011 - 2015 Torbjörn Wulf
2015 - 2018 Ola Söderpalm
2018 - 2022 Robert Hultman
2022 - 2025 Robert Schmid